# 고촌 (오카야마현)
고촌(郷村)은 오카야마현 도마타군에 있던 촌이다. 현재의 가가미노정에 해당한다.

## 역사
- 1889년 6월 1일 - 정촌제 시행에 수반해 사이사이조군 고촌이 발족하였다.
- 1900년 4월 1일 - 도호쿠조군, 사이사이조군, 도난조군, 사이호쿠조군、도마타군이 되었다.
- 1955년 1월 1일 - 가가미노정에 편입되었다.

## 참고문헌
- 和泉橋警察署 『新旧対照市町村一覧』第2冊（東京 ： 加藤孫次郎、1889（明22））
- 地名編纂委員会 『角川日本地名大辞典33 岡山県』（角川学芸出版、1989、ISBN 4040013301）